# Veliki vzhod Italije
Veliki vzhod Italije (izvirno italijansko Grande Oriente d'Italia) je prostozidarska velika loža v Italiji, ki je bila ustanovljena leta 1805.
Združuje 566 lož, ki imajo skupaj 13.000 članov.